# Actinostachys balansae
Actinostachys balansae är en ormbunkeart som först beskrevs av Fourn., och fick sitt nu gällande namn av Reed. Actinostachys balansae ingår i släktet Actinostachys och familjen Schizaeaceae. Inga underarter finns listade.